# Mark Nelson Paston
Mark Nelson Paston   (Hastings, 13 de desembre de 1976) és un exfutbolista neozelandès de la dècada de 2000.
Fou internacional amb la selecció de futbol de Nova Zelanda amb la qual participà a la Copa del Món de futbol de 2010.
Pel que fa a clubs, destacà a Bradford City, Walsall i St Johnstone.